# Zicunati
Lo zicunati è un gioco tradizionale dei Parecis, un'etnia nel territorio brasiliano.

## Regole
Nel gioco si affrontano due squadre schierate dalle parti opposte rispetto a una linea divisoria. La palla può essere colpita solo con la testa e i giocatori devono inviarla nel campo avversario. Quando non vi riescono la squadra avversaria guadagna un punto.

## Palla
La palla, vuota e con un diametro di una ventina di centimetri, è realizzata con il lattice della mangabeira (Hancornia speciosa).

## Storia
Lo zicunati è descritto da Theodore Roosevelt nel libro Through the Brazilian wilderness, pubblicato nel 1914, con il nome di head-ball.

### La partita del 1922
Nel 1922 un gruppo di Parecis fu invitato a fare una partita dimostrativa a Rio de Janeiro. La partita si tenne nel novembre di quell'anno nello stadio del Fluminense con due squadre di sette giocatori e fu vinta per 31-20 dalla squadra in maglia bianca su quella in maglia azzurra.
Partido branco: Pedro Augusto Zalamagoré, Antonio Gatiai, João Mathias Alvazariri, Manoel Caetano Zarnioré, Henrique Zolaimé, Lebanio Coloizoredê, Antonio Bruno Canaqué
Partido azul: Manoel Zalaguizoré, Antoninho Zamariri, Pedro Zoraizoré, Antonio Madalgaré, Miguel Zololmariri, Antonio Bruno Ozoariri, João Antonio Zelamari
Arbitro: Rubens Velloso Higgins